# Gary Barnes
Gary Barnes (Fairfax, Alabama; 13 de septiembre de 1939-Clemson, Carolina del Sur; 15 de agosto de 2023) fue un jugador estadounidense de fútbol americano que jugó ocho temporadas con cinco equipos en la NFL en la posición de wide receiver y fue campeón en 1962.

## Carrera

### Universitario
Ingresó a los Clemson Tigers con la idea de jugar fútbol americano y baloncesto, pero el entrenador Frank Howard lo convenció de jugar fútbol americano, y lo convirtió en jugador titular en su segunda temporada, en la cual ganaron el Bluebonnet Bowl de 1959 venciendo a TCU Horned Frogs por 23-7 con 223 yardas y tres recepciones de touchdown.
En la siguiente temporada fue cambiado de posición a halfback, y también estuvo en su última temporada en esa posición. En su carrera universitaria logró ser dos veces al primer equipo All-ACC y una vez al segundo equipo All-ACC.

### Profesional
Fue seleccionado en la tercera ronda en la posición 41 global por los Green Bay Packers en el Draft de la NFL 1962, y en el Draft de la AFL fue seleccionado en la novena ronda en la posición global 69 por los New York Titans; pero al final se decidió jugar para los Green Bay Packers.
En esa temporada jugó 13 partidos como wide receiver suplente, y aunque no tuvo recepciones en esa temporada, fue parte del equipo campeón de 1962 en el que vencieron 12-2 a los New York Giants en el Yankee Stadium. Al año siguiente fue cambiado a los Dallas Cowboys por la selección de quinta ronda Duke Carlisle.
Con los Dallas Cowboys jugó en 12 partidos, tres de ellos como titular, donde registró 15 recepciones para 195 yardas. El 18 de junio de 1964 fue cambiado a los Chicago Bears por el defensive end Maury Youmans. En la temporada de 1964 solo tuvo cuatro recepciones para 61 yardas y fue puesto en la lista de Waivers en agosto de 1965.
En agosto de ese año fue contratado por los Philadelphia Eagles para el equipo de práctica como agente libre, pero fue dejado en libertad la semana siguiente. En ese mismo año fue el primer jugador contratado por los Atlanta Falcons en la historia de la franquicia, además de anotar el primer touchdown en la historia del equipo en la derrota 14-19 ante Los Angeles Rams en 1966. El 25 de noviembre de 1966 fue liberado para hacer espacio para el novato Richard Koeper.
Renovaría su contrato en 1967, y sería dejado en libertad en septiembre de 1968, oficializando su retiro en ese año.

## Vida personal y muerte
Luego de retirarse como jugador, trabajó para Chevron Corporation, y también en un negocio textil como inversor. En 1986, sin casi tener conocimiento en leyes, preguntó al miembro del Clemson City Council Gaston Gage para ver si podía ser juez del primer circuito municipal de Clemson. Estuvo treinta años en el puesto hasta su retiro en 2015.
Gary Barnes murió de la enfermedad de Parkinson en Clemson el 15 de agosto de 2023.